# 마테오 시아치
마테오 시아치(이탈리아어: Matteo Ciacci, 1990년 5월 5일 ~ )는 스테파노 팔미에리와 함께 섭정대장 중 한 명을 역임한 산마리노 정치인이다. 그는 2018년 4월 1일에 취임하여 2018년 10월 1일까지 재직했다.
그는 공식적인 그리고 스포츠 매니저로 일했다. 시아치는 우르비노 대학에서 법을 공부했다. 그가 임명될 당시, 그는 1990년대와 베를린 장벽이 무너진 후에 태어난 최초의 현직 지도자로서 세계에서 가장 어린 지도자였다.